# Église Saint-Jean-Baptiste de New Bedford
L'église Saint-Jean-Baptiste (St. John the Baptist church) est une église catholique située aux États-Unis à New Bedford dans le Massachusetts. Elle appartient au diocèse de Fall River. C'est historiquement la première paroisse formée aux États-Unis pour la communauté d'origine portugaise. Elle est dédiée à saint Jean-Baptiste.

## Historique
La paroisse Saint-Jean-Baptiste a été fondée en 1871 pour les immigrants portugais, première du pays. New Bedford abrite toujours de nos jours une communauté importante de descendants de Portugais. Saint-Jean-Baptiste est la deuxième paroisse catholique de la ville, après celle de Sainte-Marie, fondée par les immigrants irlandais en 1818 et avant celle de Saint-Antoine-de-Padoue, fondée en 1895 par les immigrants francophones.
Une première église est consacrée en 1875, mais elle est détruite plus tard par un incendie et remplacée par l'église actuelle construite en 1913 selon les canons de l'architecture néobyzantine, d'après les plans de l'architecte bostonien Matthew Sullivan.